# Moapa Town, Nevada
Moapa Town, Nevada (енгл. Moapa Town) насељено је место без административног статуса у америчкој савезној држави Невада.

## Демографија
По попису из 2010. године број становника је 1.025, што је 97 (10,5%) становника више него 2000. године.
| Група             | 2000.       | 2010.       |
| Белци             | 552 (59,5%) | 612 (59,7%) |
| Афроамериканци    | 2 (0,2%)    | 3 (0,3%)    |
| Азијати           | 17 (1,8%)   | 5 (0,5%)    |
| Хиспаноамериканци | 325 (35,0%) | 368 (35,9%) |
| Укупно            | 928         | 1.025       |